# Handschlag von Verdun

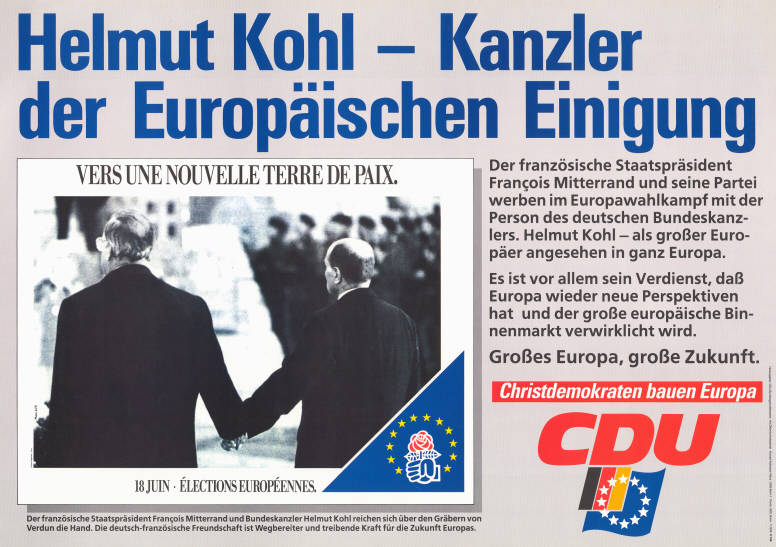
Foto des Handschlags auf einem Wahlplakat der CDU zur Europawahl 1989

Gedenkplatte zum Handschlag von Verdun am Beinhaus von Douaumont. Inschrift: „Auf diesem französischen Soldatenfriedhof trafen sich am 22. September 1984 zum ersten Mal der französische Staatpräsident und der deutsche Bundeskanzler. Sie legten im gemeinsamen Gedenken an die Toten beider Weltkriege Kränze nieder und erklärten: ‚Wir haben uns versöhnt. Wir haben uns verständigt. Wir sind Freunde geworden.‘“

Der Handschlag von Verdun (auch Händedruck von Verdun) zwischen dem deutschen Bundeskanzler Helmut Kohl und dem französischen Staatspräsidenten François Mitterrand ereignete sich am 22. September 1984 im französischen Verdun während einer Gedenkfeier für die Toten der beiden Weltkriege. Der Handschlag gehört zu den symbolträchtigsten Gesten der deutsch-französischen Aussöhnung.

## Vorgeschichte
Bereits am 6. Juni 1984 fand eine Gedenkfeier in der Normandie zum 40. Jahrestag der Landung der Alliierten in der Normandie im Zweiten Weltkrieg statt. Diese fand unter Beteiligung der Staatsoberhäupter der westlichen Siegermächte statt, jedoch ohne Vertreter Deutschlands. Die deutsche Seite reagierte verstimmt auf diese Nicht-Einladung, und auch Mitterrand fürchtete einen Schaden an der deutsch-französischen Freundschaft. Mitterrand und Kohl vereinbarten deshalb stattdessen ein Treffen am 22. September 1984 am Ort der Schlacht um Verdun von 1916, um gemeinsam der Toten der beiden Weltkriege zu gedenken.

## Gedenkfeier in Verdun
Am 22. September 1984 trafen sich beide Kohl und Mitterrand anfänglich in Metz, um dann gemeinsam zum deutschen Soldatenfriedhof in Consenvoye zu fliegen, wo beide einen Kranz niederlegten, genauso wie wenige Stunden später auf dem französischen Soldatenfriedhof in Douaumont. Danach begaben sie sich zum Beinhaus von Douaumont, wo sie vom Bischof von Verdun begrüßt wurden. Anschließend spielte ein deutscher Trompeter Der gute Kamerad und ein französischer Trompeter Sonnerie aux morts. Es folgten zum Abschluss die deutsche und die französische Nationalhymne. Zu Beginn der Marseillaise ergriff Mitterrand mit seiner linken Hand Kohls rechte Hand. Beide verharrten minutenlang in dieser Geste. Der Handschlag von Verdun wurde in Frankreich wie in Deutschland als Symbol der endgültigen Versöhnung beider Länder empfunden.